# Jay Nixon
Pour les articles homonymes, voir Nixon.
Jeremiah Wilson Nixon dit Jay Nixon, né le 13 février 1956 à De Soto dans le Missouri, est un homme politique américain, membre du Parti démocrate. Il est procureur général du Missouri de 1993 à 2009 puis gouverneur du même État de 2009 à 2017.

## Biographie

### Enfance et études
Jay Nixon est diplômé de l'université du Missouri à Columbia en 1978.

### Carrière politique
Après une carrière dans le droit privé, Jay Nixon se lance en politique en 1986 en se portant candidat au poste de sénateur du Missouri dans le vingt-deuxième district de l'État (dont les frontières correspondent plus ou moins à celles du comté de Jefferson). Après avoir battu Walter Buerger et Ralph Krodinger lors de la primaire démocrate du 5 août, il écrase son adversaire républicain Larry J. Callahan lors de l'élection principale du 4 novembre en obtenant presque deux fois plus de voix que lui. S'enorgueillissant de ce premier succès électoral, Jay Nixon décide de se présenter contre le sénateur sortant John Danforth qui représente le Missouri au Sénat américain. Ce dernier est largement réélu lors de l'élection sénatoriale de 1988 (en) avec 67,7 % des suffrages exprimés contre 31,75 % pour Jay Nixon qui connaît ainsi son premier revers électoral majeur. 
Le 3 novembre 1992, Jay Nixon est élu procureur général du Missouri (en) avec 49,94 % des suffrages exprimés face au républicain David Steelman (en) (46,05 %) et au libertarien Mitchell J. Moore (4 %). Il est réélu à trois reprises (1996, 2000 et 2004) à ce poste avec un score avoisinant les 60 % à chaque fois. Durant ses quatre mandats, il se distingue par ses propos polémiques en faveur de la ségrégation raciale dans les écoles et d'un large usage de la peine de mort dans le quatrième État qui a exécuté le plus de condamnés depuis son "rétablissement" aux Etats-Unis.
Le 4 novembre 2008, il est élu gouverneur du Missouri avec 58 % des voix contre 40 % au candidat républicain Kenny Hulshof. Il entre en fonction le 12 janvier 2009.
Le 6 novembre 2012, il est réélu pour un second mandat en obtenant 54,6 % des voix devant son adversaire républicain, l'homme d'affaires Dave Spence qui recueille 42,6 %.

## Historique électoral

### Gouvernorat
| Année | Jay Nixon | Républicain | Libertarien | CP  |
| ----- | --------- | ----------- | ----------- | --- |
| Année |           |             |             |     |
| 2008  | 58,4 %    | 39,5 %      | 1,1 %       | 1 % |
| 2012  | 54,8 %    | 42,5 %      | 2,7 %       | —   |